# Partidul Popular Creștin Democrat (Ungaria)
Partidul Popular Creștin Democrat (în maghiară Kereszténydemokrata Néppárt, [ˈkɛrɛsteːɲdɛmokrɒtɒ ˈneːpːaːrt], KDNP [ˈkaːdeːɛmpeː]) este un partid politic de dreapta conservator din Ungaria. Este partenerul oficial de coaliție al partidului Fidesz, dar este considerat de mulți ca un partid satelit al Fidesz. Partidul nu a fost capabil să intre în parlament pe cont propriu încă din anii 1990 (ultima dată reușind asta în 1994), așa cum nu a fost capabil să treacă de pragul electoral de 5% din voturi. Fără Fidesz, sprijinul pentru formațiune acuma este suficient de redus cât să nu poate fi măsurat, și chiar și un politician proeminent al Fidesz, János Lázár, a declarat că Fidesz nu consideră guvernul ca fiind o coaliție.

## Istorie

Sigla Partidului Popular Democrat, 1944–1949

Partidul a fost fondat sub numele de KDNP la 13 octombrie 1944 de către oameni de stat, intelectuali și clerici catolici maghiari și a fost succesorul Partidului Unit Creștin de dinainte de război. Printre fondatori s-au numărat episcopul Vilmos Apor, Béla Kovrig (președintele Universității din Cluj-Napoca), László Varga, contele József Pálffy, etnograful Sándor Bálint și jurnalistul politic István Barankovics. A fost o ramură a Mișcării Populare Sociale Catolice (KSzN), o organizație civilă. La începutul anului 1945, Barankovics l-au ales secretar principal.
Noul KDNP s-a bucurat de doar patru sau cinci luni de semi-legalitate spre sfârșitul celui de-Al Doilea Război Mondial. La sfârșitul războiului, autoritățile postbelice, dominate de comuniști, au refuzat să-l legalizeze sau să-i permită să funcționeze în continuare. În ciuda încercărilor lui Varga și Barankovics, li s-a refuzat permisiunea oficială de a funcționa și de a participa la alegeri. Unii dintre fondatorii partidului, inclusiv Varga, au fost închiși timp de câteva zile de către detașamente ale Partidului Crucilor cu Săgeți.
Între timp, unii membri ai partidului spuneau că Barankovics a cedat prea mult autorităților influențate de comuniști în schimbul a prea puțin, iar fricțiunile dintre două facțiuni creșteau: aripa stângă socialistă și creștină, condusă de Barankovics, și aripa dreaptă și conservator-clericală, condusă de confidentul lui József Mindszenty, József Pálffy. Aripa stângă a câștigat o ascensiune tot mai mare în partid, iar pe 8 mai 1945, Barankovics l-a înlocuit pe Pálffy în funcția de președinte. Partidul și-a schimbat numele în Partidul Popular Democrat (DNP), în timp ce un grup condus de Pálffy a fondat un nou partid numit KDNP, care, însă, nu a reușit să rămână legal într-o atmosferă de influență sovietică crescândă. Alegerile din 1947 au văzut DNP terminând pe locul doi în votul popular, câștigând 60 din cele 411 locuri.
DNP era o organizație democratică și anticomunistă. În 1949, Mátyás Rákosi i-a cerut lui Barankovics ajutorul liderilor partidului în procesul înscenat împotriva cardinalului Mindszenty, care era deja bolnav în închisoare. Barankovics a refuzat și, abandonându-și partidul, a fugit în Austria cu mașina unui diplomat american. Mulți oameni i-au urmat exemplul; alții au fost închiși de comuniști. Partidul a fost ulterior dizolvat în ianuarie 1949.

### Refondare și prezent
Partidul a fost refondat în 1989 sub numele său actual. Legătura dintre partidul istoric și cel actual este contestată, deși membri proeminenți ai partidului original, precum László Varga, au participat la refondarea sa. Partidul a câștigat 21 de locuri la alegerile parlamentare din 1990 și a intrat în guvern alături de Forumul Democrat Maghiar (MDF) și Partidul Civic Independent al Micilor Fermieri, Muncitorilor Agricoli (FKgP) și, mai târziu, Partidul Unit al Micilor Fermieri (EKGP).
La alegerile din 1994, KDNP a câștigat 22 de locuri în Adunarea Națională și a trecut în opoziție față de noua coaliție dintre Partidul Socialist Maghiar (MSZP) și Alianța Democraților Liberi (SZDSZ). A pierdut toate locurile la alegerile din 1998.
În 2002, a format o listă comună cu Partidul de Centru, dar din nou nu a reușit să câștige niciun loc.
În 2005, KDNP a semnat un acord cu Fidesz pentru cooperare electorală, în urma căruia KDNP a obținut locuri în Adunarea Națională. La alegerile din 2006, această alianță a câștigat putere, câștigând 42,0% din voturile pe listă și 164 de reprezentanți din 386 în Adunarea Națională. Partidul a decis să formeze o facțiune parlamentară autonomă cu 23 de reprezentanți.
Alianța Fidesz-KDNP a câștigat alegerile din 2010, KDNP mărindu-și numărul locurilor la 36; liderul partidului, Zsolt Semjén, a fost numit viceprim-ministru și ministru pentru politică națională. Alianța a câștigat din nou la alegerile din 2014 și 2018, deși KDNP și-a redus numărul locurilor la 16. Partidul are în prezent doi miniștri în cel de-al cincilea guvern Orbán: liderul partidului, Zsolt Semjén (viceprim-ministru și ministru pentru politică națională, politică de naționalitate, politică bisericească și diplomație bisericeascăi) și Tibor Navracsics (ministru al administrației publice și dezvoltării regionale).
Partidul este considerat de mulți ca fiind un partid satelit al Fidesz. Fără Fidesz, sprijinul său nu poate fi măsurat, și chiar un politician de top al Fidesz, János Lázár, a declarat în 2011 că Fidesz nu consideră guvernul ca fiind un guvern de coaliție.
KDNP a fost membru al Partidului Popular European (PPE) până în 2024. Deși apartenența aliatului său, Fidesz, a fost suspendată pe 20 martie 2019, iar europarlamentarii săi au părăsit grupul Partidului Popular European pe 3 martie 2021, KDNP și-a păstrat afilierea europeană, iar singurul lor europarlamentar, György Hölvényi, a rămas ulterior singurul membru al grupului PPE din Ungaria. Ca răspuns la admiterea Partidului Tisza în PPE în urma alegerilor pentru Parlamentul European din 2024, KDNP a decis să părăsească PPE și grupul său parlamentar pe 18 iunie 2024, denunțând o trădare a valorilor creștin-democrate de către PPE; ulterior, s-a alăturat partidului Patrioți pentru Europa alături de Fidesz.

## Ideologie
KDNP este un partid creștin-democrat conservator, de dreapta. Este bine cunoscut în Ungaria pentru poziția sa tradiționalistă față de căsătorie, antiavort și antiimigrație, iar reprezentanții săi au votat împotriva Tratatului de instituire a unei Constituții pentru Europa, deoarece acesta nu făcea referire la moștenirea creștină a Europei, deși partidul nu se consideră eurosceptic. Partidul pune accent pe valorile tradiționale în chestiuni precum avortul, dreptul familiei, educația și rolul bisericii mai mult decât Fidesz, care adoptă o poziție mai seculară.
KDNP a susținut mult timp restricția severă privind cumpărăturile de duminică („duminica liberă”, cum au numit-o) pe motivul valorilor creștine. Parlamentul a votat asupra acestei chestiuni pe 14 decembrie 2014, iar legea a intrat în vigoare pe 15 martie 2015 (o duminică în care magazinele ar fi fost oricum închise, ziua fiind sărbătoare legală în Ungaria). Opinia publică a fost predominant împotriva deciziei. Trei sondaje realizate în primăvara anului 2015 au înregistrat o opoziție de 64% (Szonda Ipsos), 62% (Medián) și 59% (Tárki). Până la sfârșitul lunii mai, potrivit unui sondaj realizat de Medián, 72% dintre cei chestionați nu au fost de acord cu noua lege, chiar și majoritatea alegătorilor Fidesz-KDNP fiind împotriva acesteia. Partidele de opoziție și persoanele private au încercat de mai multe ori să inițieze un referendum public. Până în noiembrie 2015 existau 16 astfel de încercări, dar niciuna dintre ele nu a fost aprobată, din diverse motive birocratice, până când, la începutul anului 2016, una dintre aceste încercări, inițiată de Partidul Socialist Maghiar, a avut în sfârșit succes. Guvernul, în loc să fie forțat să organizeze referendumul (ceea ce ar fi putut fi interpretat ca un succes uriaș pentru partidul de opoziție, chiar dacă legea a fost contestată și de majoritatea alegătorilor Fidesz), a ridicat interdicția în aprilie 2016.

## Rezultate electorale

### Adunarea Națională
| Alegeri | Lideri             | Vot național   | Vot național   | Vot național     | Vot național     | Locuri   | +/–  | Statut                                                           |
| Alegeri | Lideri             | Voturi         | Voturi         | %                | %                | Locuri   | +/–  | Statut                                                           |
| ------- | ------------------ | -------------- | -------------- | ---------------- | ---------------- | -------- | ---- | ---------------------------------------------------------------- |
| 1945    | István Barankovics | 2,697,137      | 2,697,137      | 57.03 (#1)       | 57.03 (#1)       | 2 / 409  | New  | Coaliție (FKgP-MKP-MSZDP-NPP-KNDP)                               |
| 1947    | István Barankovics | 824,259        | 824,259        | 16.50 (#2)       | 16.50 (#2)       | 60 / 411 | ▲ 58 | Opoziție                                                         |
| Alegeri | Lider              | SMCs           | SMCs           | MMCs             | MMCs             | Locuri   | +/–  | Statut                                                           |
| Alegeri | Lider              | Voturi         | %              | Voturi           | %                | Locuri   | +/–  | Statut                                                           |
| 1990    | Sándor Keresztes   | 287,614        | 5.80 (#5)      | 317,183          | 6.46 (#6)        | 21 / 386 | New  | Coaliție (MDF-FKgP-KNDP) (1990–1993) (MDF-EKGP-KNDP) (1993–1994) |
| 1994    | László Surján      | 397,887        | 7.37 (#6)      | 379,573          | 7.03 (#5)        | 22 / 386 | ▲ 1  | Opoziție                                                         |
| 1998    | György Giczy       | 129,791        | 2.90 (#8)      | 116,068          | 2.58 (#8)        | 0 / 386  | ▼ 22 | Extraparlamentar                                                 |
| 2002    | László Varga       | 182,256        | 3.24 (#4)      | 219,029          | 3.90 (#4)        | 0 / 386  | ▬ 0  | Extraparlamentar                                                 |
| 2006    | Zsolt Semjén       | 2,269,241      | 41.99 (#1)     | 2,272,979        | 43.21 (#2)       | 23 / 386 | ▲ 23 | Opoziție                                                         |
| 2010    | Zsolt Semjén       | 2,732,965      | 53.43 (#1)     | 2,706,292        | 52.73 (#1)       | 36 / 386 | ▲ 13 | Supermajoritate (Fidesz-KDNP)                                    |
| Alegeri | Lider              | Circumscripție | Circumscripție | Lista partidului | Lista partidului | Locuri   | +/–  | Statut                                                           |
| Alegeri | Lider              | Voturi         | %              | Voturi           | %                | Locuri   | +/–  | Statut                                                           |
| 2014    | Zsolt Semjén       | 2,165,342      | 44.11 (#1)     | 2,264,780        | 44.87 (#1)       | 16 / 199 | ▼ 20 | Supermajoritate (Fidesz-KDNP)                                    |
| 2018    | Zsolt Semjén       | 2,636,201      | 47.89 (#1)     | 2,8224,551       | 49.27 (#1)       | 16 / 199 | ▬ 0  | Supermajoritate (Fidesz-KDNP)                                    |
| 2022    | Zsolt Semjén       | 2,823,419      | 52.52 (#1)     | 3,060,706        | 54.13 (#1)       | 18 / 199 | ▲ 2  | Supermajoritate (Fidesz-KDNP)                                    |

1. ↑  A participat pe listă comună cu FKgP.
2. ↑  A participat sub coaliția Partidul de Centru-KDNP.
3. 1 2 3 4 5  A participat ca alianța Fidesz–KDNP.

### Parlamentul European
| Alegeri | Liderul listei      | Voturi    | %          | Locuri | +/− | Grup europarlamentar |
| ------- | ------------------- | --------- | ---------- | ------ | --- | -------------------- |
| 2009    | Pál Schmitt         | 1,632,309 | 56.36 (#1) | 1 / 22 | New | EPP                  |
| 2014    | Ildikó Pelczné Gáll | 1,193,991 | 51.48 (#1) | 1 / 21 | ▬ 0 | EPP                  |
| 2019    | László Trócsányi    | 1,824,220 | 52.56 (#1) | 1 / 21 | ▬ 0 | EPP                  |
| 2024    | Tamás Deutsch       | 2,048,211 | 44.82 (#1) | 1 / 21 | ▬ 0 | PfE                  |

1. 1 2 3 4  A participat ca parte a alianței Fidesz–KDNP.